# El Bascán 2da. Sección
El Bascán 2da. Sección är en ort i Mexiko.   Den ligger i kommunen Palenque och delstaten Chiapas, i den sydöstra delen av landet, 800 km öster om huvudstaden Mexico City. El Bascán 2da. Sección ligger 153 meter över havet och antalet invånare är 178.
Terrängen runt El Bascán 2da. Sección är kuperad åt sydväst, men åt nordost är den platt. Runt El Bascán 2da. Sección är det ganska glesbefolkat, med 34 invånare per kvadratkilometer. Närmaste större samhälle är El Desierto, 3,9 km öster om El Bascán 2da. Sección. Omgivningarna runt El Bascán 2da. Sección är en mosaik av jordbruksmark och naturlig växtlighet.